# Paul d'Antioche
Paul d'Antioche fut évêque melkite de Sidon au XIIe siècle.

## Éléments biographiques
Originaire d'Antioche, on ne sait rien de ses jeunes années.
Son surnom de Bulus ar-rahib (بولس الراهب = Paul le moine) indique qu'il fut moine, peut-être à au monastère de St Syméon le Jeune du Mont Admirable, ou dans la région de la Montagne Noire.
Sidon était gouvernée par les Croisés lorsqu'il en devint évêque. Son activité littéraire semble se situer entre 1140 et 1180, à l'époque de Manuel Ier Comnène.
Il affirme avoir voyagé à Constantinople ainsi qu'à Rome.

## Œuvres
Sur les vingt-quatre traités arabes qui ont pu lui être attribués, Paul Khoury  n'en retient que cinq comme authentiques : 
- Le court traité raisonné
- L'exposé aux nations et aux juifs
- La lettre aux musulmans
- Les sectes chrétiennes
- Unicité et union

Une des méthodes employée dans la "Lettre aux musulmans", pour justifier le fait que les chrétiens se refusent à embrasser l'islam malgré la pression sociétale, consiste à puiser ses arguments précisément dans le Coran :  "Comment en effet pourrions-nous embrasser une autre religion, quand, en faveur de la nôtre, il y a tant de témoignages, de preuves, et des démonstrations si évidentes tirées du livre même du prophète ?"
Dans l'exposé "Aux Nations et aux Juifs", s'il fait mine de s'adresser – outre aux Juifs – à des païens, il vise en fait les musulmans sans les nommer.

## Sources
- Paul d'Antioche, évêque melkite de Sidon (XIIe s.). Texte établi, traduit et introduit par Paul Khoury. (Recherches publiées sous la direction de l'Institut de Lettres Orientales de Beyrouth, tome XXIV), 1964
- Compte-rendu du livre de Paul Khoury par H. Chirat, 1964
- Compte-rendu du livre de Paul Khoury par R. Janin, 1968
- Christian-Muslim Relations. A Bibliographical History. Volume 4 (1200-1350), 2012 : Article "Paul of Antioch", p 78
- Samir Khalil Samir: Notes sur la ‘Lettre à un musulman de Sidon’ de Paul d’Antioche. In: Orientalia Lovaniensia Periodica 24 (1993), S. 179–195.
- David Thomas: Paul of Antioch’s Letter to a Muslim Friend and The Letter from Cyprus. In: Ders. (Hrsg.): Syrian Christians under Islam: The First Thousand Years. Brill, Leiden 2001, S. 203–221.
- Sidney H. Griffith: The Melkites and the Muslims: The Qur’ān, Christology, and arab orthodoxy. In: Al-Qantara 33 (2012), S. 413–443.